# Comté de Fayette (Ohio)
Pour les articles homonymes, voir Comté de Fayette.
Le comté de Fayette – en anglais : Fayette County – est un des 88 comtés de l'État de l'Ohio, aux États-Unis.
Son siège est fixé à Washington Court House.

## Géographie
Selon les données du Bureau du recensement des États-Unis, le comté de Fayette  a une superficie de 1 054 km2 (soit 407 mi2), dont 1 053 km2 (soit 407 mi2) en surfaces terrestres et 1 km2 (soit 0 mi2) en surfaces aquatiques.

## Comtés limitrophes
- Comté de Madison, au nord
- Comté de Pickaway, au nord-est
- Comté de Ross, au sud-est
- Comté de Highland, au sud
- Comté de Clinton, au sud-ouest
- Comté de Greene, au nord-ouest

## Démographie
Le comté était peuplé, lors du recensement de 2000, de 28 433 habitants.

## Localités

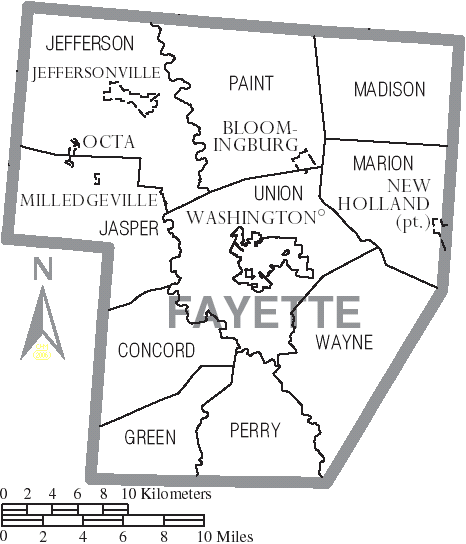
Carte des localités du comté de Fayette